# Extraction assistée par ultrasons
L'extraction assistée par ultrasons (ultrasound-assisted extraction (UAE) en anglais) est un procédé d’extraction d'une substance de n'importe quelle matrice vers une phase liquide appropriée (milieu d'extraction), assistée par des ondes ultrasonores (> 20 KHz de fréquence) qui se propagent à travers les milieux liquides. Cette technique s’applique à toute extraction par un liquide tel que l’extraction liquide-liquide et surtout l’extraction solide-liquide.

## Procédé
L’extraction peut avoir lieu dans un bain à ultrasons ou dans un récipient dans lequel une sonde à ultrasons a été immergée.

## Extraction solide-liquide
Les solides utilisés peuvent être des graines, des herbes, des feuilles, des coques de fruits, des fleurs, etc. Pour favoriser l’extraction, ces solides peuvent être préalablement broyés sous forme de poudre. La taille des agglomérats peut être ensuite réduite grâce aux ultrasons.
Les ultrasons favorisent :
- la diffusion des substances dissoutes de l’intérieur de la matrice vers le milieu d’extraction ;
- la pénétration du milieu d’extraction dans la matrice.

## Extraction liquide-liquide
Les ultrasons accroissent l’aire interfaciale entre les deux liquides ce qui accélère l'extraction.

## Avantages
Comparée aux techniques d'extraction conventionnelles (Soxhlet, Twisselmann, etc.), l'extraction assistée par ultrasons a les avantages suivants :
- les solutés diffusent plus rapidement dans le milieu d'extraction ce qui réduit le temps d'extraction ;
- la température de l'extraction est plus faible, ce qui permet d'extraire des substances thermosensibles (acides gras polyinsaturés, caroténoïdes, polyphénols…)[4].

## Limites
Les coûts de l'investissement sont un peu plus élevés que ceux de l'extraction conventionnelle. À la fin de l'extraction, une étape de séparation (filtration) est nécessaire pour séparer la matrice du milieu d'extraction.

## Applications
L'extraction assistée par ultrasons peut être utilisée au laboratoire ou à un niveau industriel pour collecter des composés intéressants comme des huiles essentielles, des arômes, des huiles végétales, des graisses, des antioxydants ou des colorants. 